# Jan Węcowski
Jan Węcowski (ur. 10 czerwca 1896 w Knapach, zm. 15 lutego 1946 w Chorzelowie) – żołnierz armii austriackiej, podoficer piechoty Wojska Polskiego, kawaler Orderu Virtuti Militari.

## Życiorys
Urodził się w rodzinie Antoniego i Agnieszki z domu Szala. Uczęszczał do szkoły powszechnej, a po jej ukończeniu pomagał rodzicom w prowadzeniu gospodarstwa rolnego. W czerwcu 1915 został powołany do odbycia służby w armii austriackiej, którą zakończył 3 listopada 1918 i powrócił w rodzinne strony.
W czerwcu 1919 ochotniczo wstąpił w szeregi Wojska Polskiego, gdzie otrzymał przydział do 12 kompanii 17 pułku piechoty stacjonującego w Rzeszowie. Podczas trwającej wojny polsko-bolszewickiej 5 września 1920 kapral Węcowski został postrzelony w rękę, ale pozostał w szeregach oddziału. 6 września podczas walki przeciwnik natarł na prawe skrzydło 16 pułku piechoty, które zaczęło się cofać, a prawe skrzydło III baonu zaatakowała bolszewicka kawaleria. Wówczas Węcowski po zebraniu swojego plutonu otworzył zmasowany ogień odpierając atak kawalerii przeciwnika. 7 września, pomimo że został ranny, nie opuścił szeregów plutonu. Za swój czyn został wyróżniony Krzyżem Srebrnym Orderu Virtuti Militari. Otrzymał stopień plutonowego, a w czerwcu 1921 został zwolniony do rezerwy.
W okresie od 1 grudnia 1921 do 21 września 1939 w Policji Państwowej pełnił służbę na stanowisku starszego posterunkowego. W międzyczasie we Lwowie w 1923 skończył szkołę policyjną. Został internowany i w okresie od 23 września 1939 do 12 sierpnia 1940 osadzony w obozie na Węgrzech, a od 12 sierpnia do 23 sierpnia w niemieckim obozie w Kaisersteinbruchu leżącym niedaleko  Wiednia. Ponownie służył w Policji Państwowej od 20 kwietnia do 31 lipca 1944 w Generalnym Gubernatorstwie. Współpracował również z Armią Krajową.
Pracownik zarządu gminnego w Tuszowie Narodowym od września 1944 do 15 lutego 1946. W Chorzelowie zginął z rąk nieznanych sprawców. Jego ciało spoczęło na cmentarzu w Tuszowie Narodowym.
Był dwukrotnie żonaty: z Anną Hyjek i Marią Sikorą. Miał córki Izabelę Janinę i Marię Helenę oraz synów Mariana Jana, Andrzeja Józefa i Zdzisława Stanisława.

## Ordery i odznaczenia
- Krzyż Srebrny Orderu Virtuti Militari nr 825 – 22 lutego 1921[4][5][3]